# 宮原麗子
宮原 麗子（みやはら れいこ、1930年（昭和5年） - 2021年12月（令和3年）、旧姓高橋）は、長野県岡谷市出身で神奈川県川崎市に在住する洋画家、女流画家協会委員、一水会委員である。

## 経歴
1930年（昭和5年） 岡谷市生まれ
。父は岸田劉生に師事し一水会会員、日展委嘱作家であった洋画家の高橋貞一郎、弟は女子美術大学名誉教授の洋画家高橋靖夫である。因みに麗子の名は、父が岸田劉生の娘麗子から名づけたと言われている。
1949年（昭和24年） 長野県岡谷東高等学校卒業。高校在学中に長野県美術展（県展）に入選するなど若いころから、その才能を発揮していた。その後女子美術大学洋画科入学。在学中から一水会展と女流画家協会展へ作品を出品しはじめ、本格的に絵の道を志すようになった。女子美術大学卒業後は、同校の講師を勤めたり、自宅を解放して絵画教室を開くなどしてきたが、一貫して絵画制作に没頭してきている。現在は、女流画家協会委員、一水会会員、信州美術会会員、日本美術家連盟会員などで活躍している。
1984年（昭和59年） ヨーロッパへ取材旅行に出掛けたのをきっかけに、しばしばヨーロッパを訪れ、そのモチーフが以降の作品に大きく反映されている。また、宮原の娘・宮原むつ美が画家として、スペインを拠点に制作活動を行っており、2006年（平成18年）には、スペインのマドリードで娘との二人展を開催した。
展覧会は、公的美術館での企画展、個展開催など多数。また、各種展覧会へ出品、受賞をしている。特に父貞一郎、麗子、弟靖夫の親子三人展の開催は特色あるものとなっている。
なお、2000年（平成12年）には、紺綬褒章を受賞している。
2008年一水会委員に推挙される。

## 作風
スペインやギリシャの風景などを交えた風景画と身近な花や人形などの静物画が中心であるが、ノスタルジアを誘う優しい静寂に満ちた風景とさりげない日常的な対象から生きた魅力をとらえた静物は、繊細で色彩豊かな作品を作り出している。また、油彩画の上にパステルを使って描く宮原独特の技法も用いている。

## 公的団体の収蔵
- 川崎市多摩市民館
- 彫刻の森美術館
- 諏訪市美術館
- 市立岡谷美術考古館
- 長野県岡谷東高等学校同窓会館